# Persöfjärden
Persöfjärden är en sjö i Bodens kommun och Luleå kommun i Norrbotten som ingår i Altersundets huvudavrinningsområde. Sjön har en area på 14,8 kvadratkilometer och ligger 1 meter över havet. Persöfjärden ligger i Persöfjärden Natura 2000-område. Sjön avvattnas av vattendraget Altersundet (Brobyån).
Förr var Persöfjärden en havsvik, därav dess namn. Sjön förbinds med Bottenviken av Altersundet. Runt fjärden ligger en rad byar, bland annat Persön, Börjelslandet, Smedsbyn och Ängesbyn. Persöfjärden är en viktig fågellokal.

## Delavrinningsområde
Persöfjärden ingår i delavrinningsområde (731290-178692) som SMHI kallar för Utloppet av Persöfjärden. Medelhöjden är 17 meter över havet och ytan är 53,43 kvadratkilometer. Räknas de 19 avrinningsområdena uppströms in blir den ackumulerade arean 348,26 kvadratkilometer. Avrinningsområdets utflöde Altersundet (Brobyån) mynnar i havet. Avrinningsområdet består mestadels av skog (41 procent) och jordbruk (14 procent). Avrinningsområdet har 14,74 kvadratkilometer vattenytor vilket ger det en sjöprocent på 27,6 procent. Bebyggelsen i området täcker en yta av 1,07 kvadratkilometer eller 2 procent av avrinningsområdet.